# Comté de Hampshire (Massachusetts)
Pour les articles homonymes, voir Hampshire et Comté de Hampshire.
Le comté de Hampshire est un comté du Commonwealth du Massachusetts aux États-Unis. Au recensement de 2000, il comptait 152 251 habitants. Son siège est Northampton.

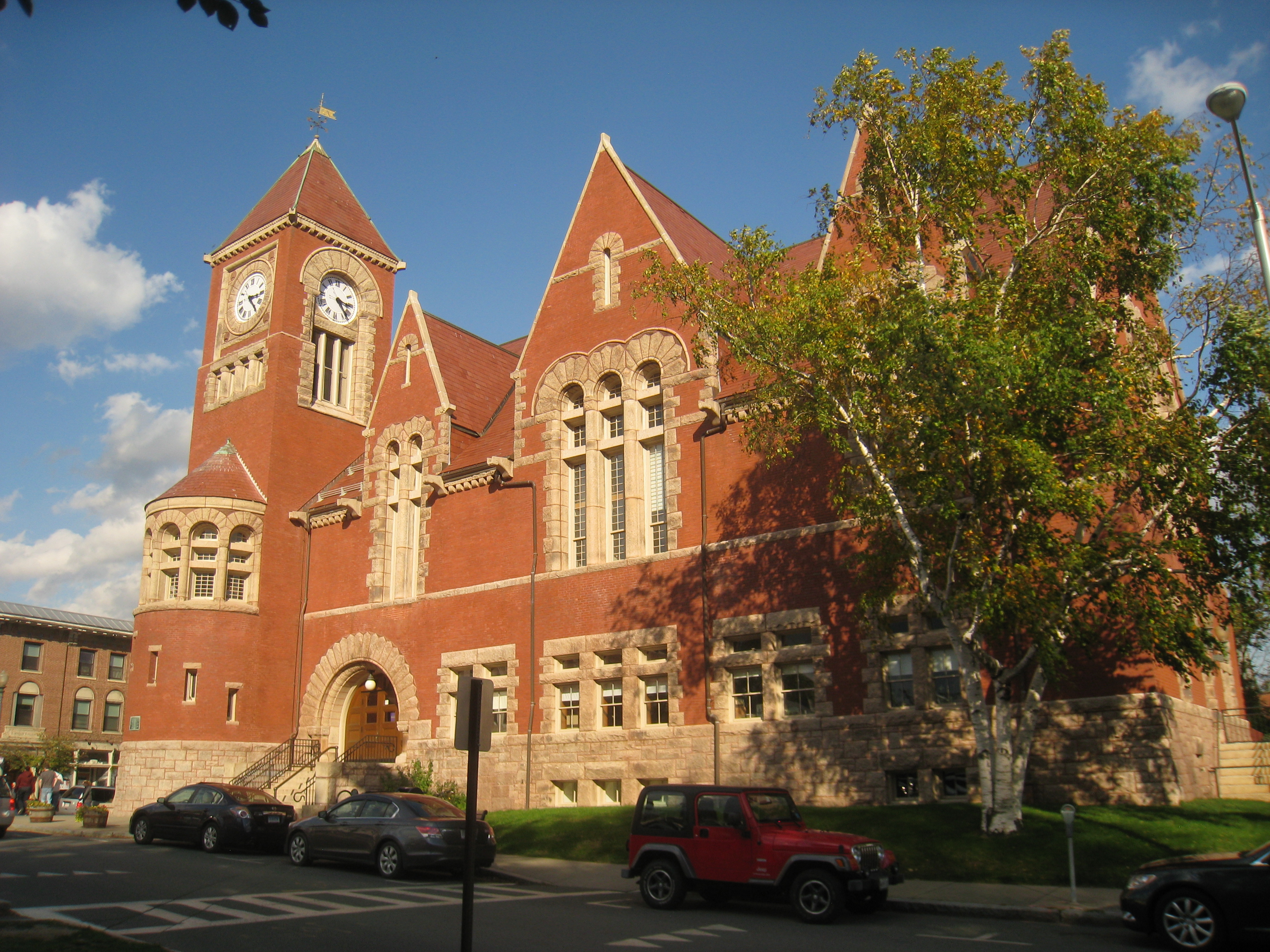
Hôtel de ville de Amherst Center.
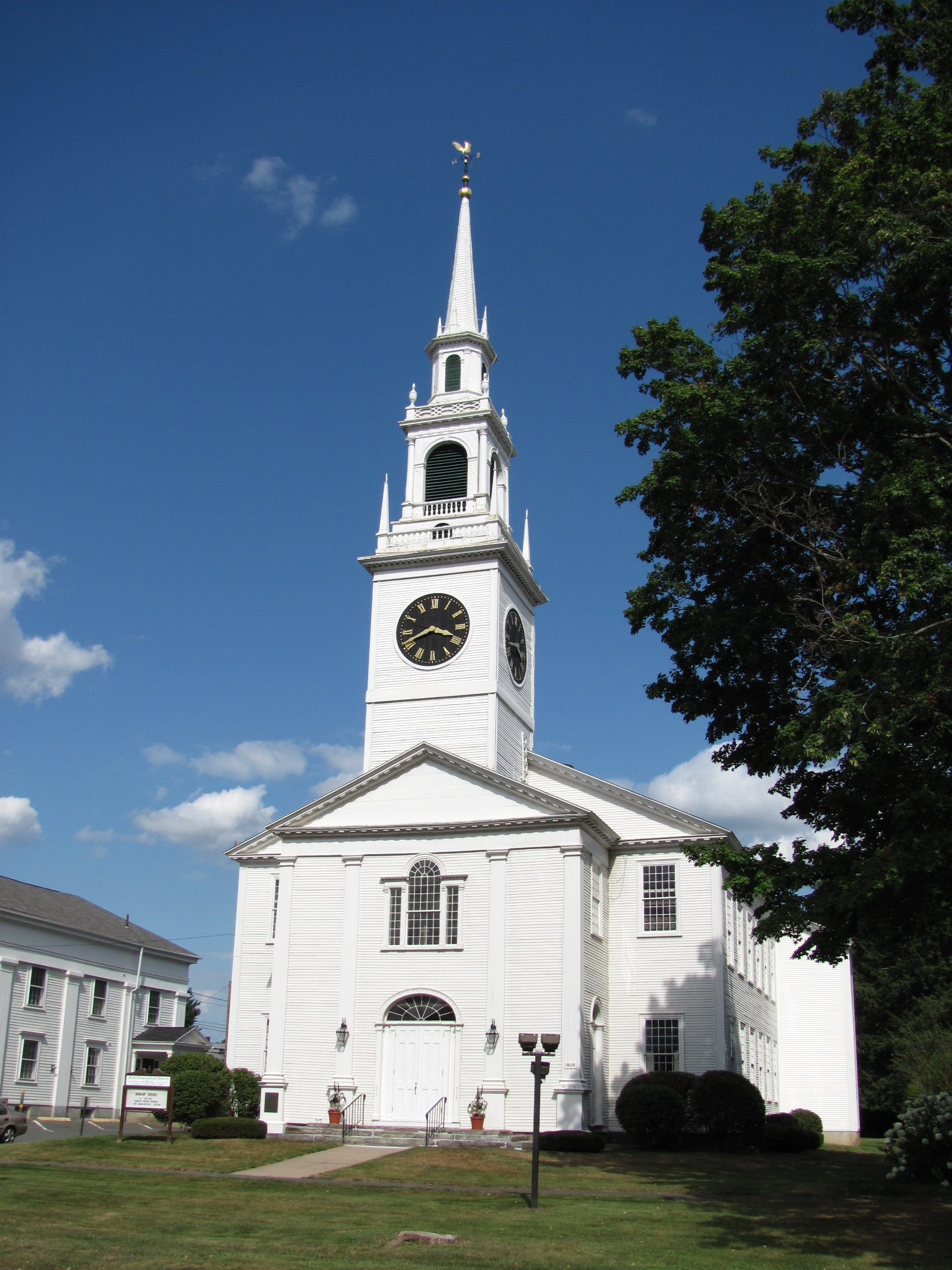
Église de Hadley.
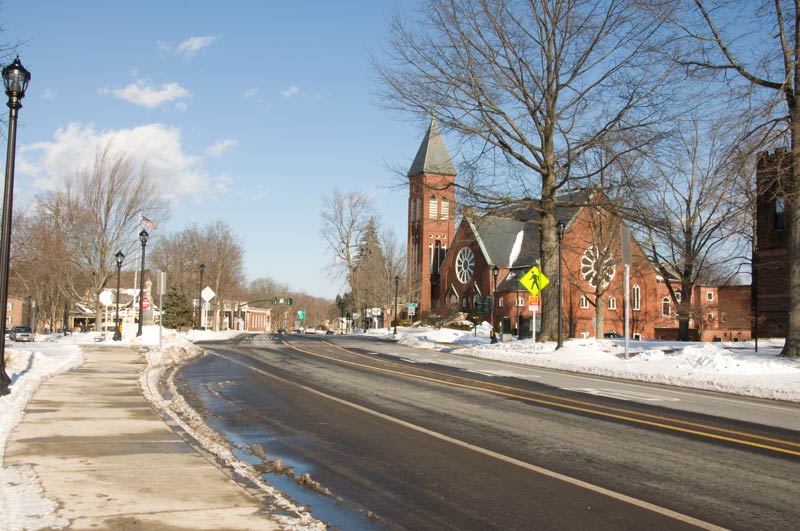
South Hadley.